# Isola di Jabal al-Tair
Jabal al-Ṭayr (o Jebel Teir o Jabal al-Tair (Monte degli uccelli) è un'eminenza dell'Isola del Monte degli uccelli (in arabo جزيرة جبل الطير‎?, Jazīrat Jabal al-Ṭayr): un'isola vulcanica dalla forma più o meno ovale dello Yemen, a nord-ovest dello stretto di Bab el-Mandeb alla foce del Mar Rosso, a circa metà strada tra lo Yemen e l'Eritrea. Dal 1996 fino alla sua eruzione nel 2007, lo Yemen ha mantenuto sull'isola due torri di guardia e una piccola base militare.
Dopo 124 anni di dormienza, il 30 settembre 2007 il vulcano che ha creato l'isola ha eruttato.

## Geografia
L'isola dalla forma più o meno ovale è di circa 4,3 chilometri (2,7 mi) di lunghezza, 3 chilometri (1,9 mi) di larghezza e grande 11,48 km² (4,43 mi²). Si trova quasi a metà strada tra lo Yemen a 115 km (71 mi) a est e l'Eritrea a circa 150 km (93 mi) sud-ovest. Si trova a circa 82 km (51 mi) dall'isola yemenita di Kamaran; le Isole Farasan dell'Arabia Saudita si trovano a nord-est.

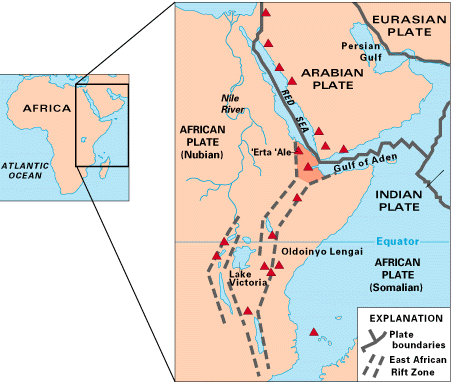
L'isola si trova vicino al confine divergente tra la placca africana e la placca araba.

L'isola comprende lo stratovulcano basaltico Jabal al-Ṭayr (montagna degli uccelli, in arabo ‎?, جبل الطيرJabal al-Ṭayr), che si innalza dal fondale marino a circa 1 200 metri (3 940 ft) sotto la superficie del Mar Rosso, proseguendo per 244 m (801 piedi) sopra la superficie fino alla sommità del cratere. Il vulcano è stato erroneamente considerato "recentemente estinto" nel 1982. Era il vulcano olocenico conosciuto più a nord del Mar Rosso, con una bocca centrale, il Jebel Duchan. Si trova nella regione vulcanica e geologicamente attiva del Rift del Mar Rosso, tra la placca africana e la placca araba.
Nel 1900 l'Ammiragliato britannico descrisse l'isola come priva di approvvigionamento idrico naturale e con un alto picco conico che si innalzava sopra una scogliera basaltica di circa 300 piedi (90 m) al di sopra di un graduale litorale. Il profilo prominente lo rendeva un punto di riferimento ideale per la navigazione nel Mar Rosso e il ripido abbassamento sotto il livello del mare significava che poteva essere attraversato in sicurezza. L'isola non ha una popolazione stabile, ma alcune parti dell'isola hanno consentito la presenza stagionale di pescatori.

## Storia
In passato, l'isola, precedentemente nota come Saiban, rappresentava un importante punto di riferimento di navigazione per le rotte di navigazione che passavano nelle vicinanze. Storicamente, l'Impero ottomano controllava le isole del Mar Rosso e diede a una compagnia francese una concessione per il faro. Le forze britanniche occuparono l'isola nel 1915, ma la sovranità fu deliberatamente lasciata indeterminata. Dopo un periodo operativo franco-britannico la concessione del faro passò prima ad una compagnia britannica e poi allo Yemen.
La sovranità dell'isola è stata a lungo contesa tra Etiopia, Eritrea e Yemen. In base a un accordo del 1962, i fari furono mantenuti sull'isola a spese degli spedizionieri. Nel 1973, lo Yemen aveva notificato all'Etiopia la sua intenzione di effettuare un'indagine aerea, e una risposta ambigua dell'Etiopia rappresentò in seguito un motivo di contesa. L'Etiopia designava le isole nell'area come appartenenti a "nessun proprietario riconosciuto". La disputa, dopo l'indipendenza dell'Eritrea che si separò dall'Etiopia nel 1993, esplose nella crisi delle isole Hanish del 1995 riguardante le isole Hanish e l'isola di Zuqar. Un caso internazionale 1998-1999 presso la Corte permanente di arbitrato assegnò le varie isole rispettivamente all'Eritrea e allo Yemen.
Lo Yemen mantenne una base militare sull'isola dalla disputa con l'Eritrea nel 1996 fino all'eruzione del 2007. Erano presenti due torri di guardia per il controllo e l'osservazione delle grandi navi da guerra, navi da carico e petroliere di passaggio.

## Eruzione del 2007

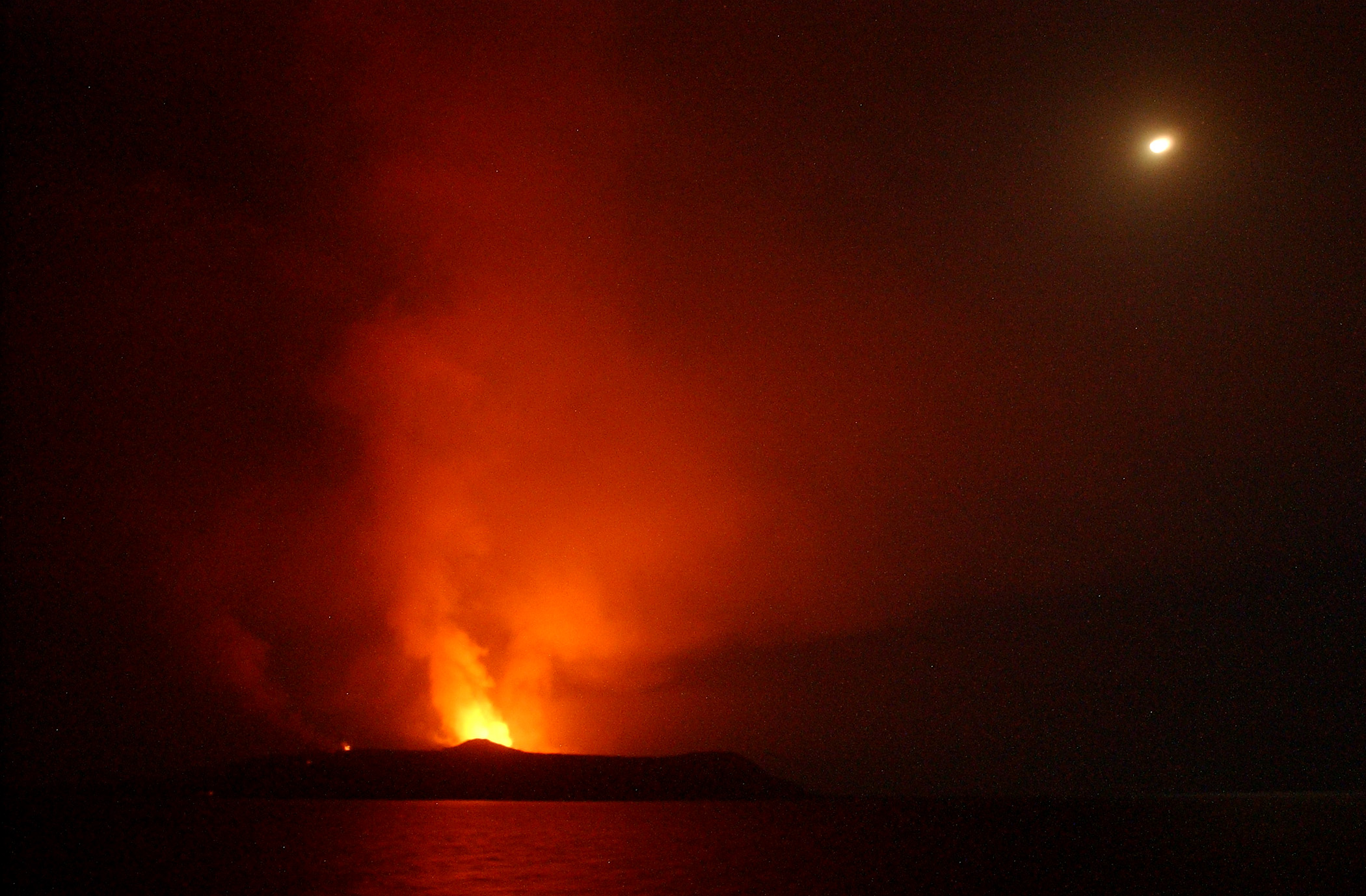
Eruzione, osservata dalla USS Bainbridge

Il vulcano eruttò alle 19:00 ora locale del 30 settembre 2007, lanciando lava e cenere per centinaia di metri nell'aria. Successivamente, almeno un flusso di lava venne visto scorrere nel mare. Venne inoltre riferito che 29 soldati yemeniti (circa 50 secondo un rapporto) furono evacuati dall'isola poco prima dell'eruzione, ma 8 scomparvero. Diversi corpi furono recuperati dall'acqua e fu riferito che la parte occidentale dell'isola, dove si trovava la base militare yemenita, era crollata.
Le autorità yemenite chiesero aiuto a una forza navale della NATO nelle vicinanze e la nave più vicina, una nave della Marina degli Stati Uniti, la USS Bainbridge, avrebbe aiutato la guardia costiera yemenita. Altre navi della NATO, come la Standing NRF Maritime Group 1 prestarono assistenza nello sforzo di salvataggio e recupero, tra cui l'HMCS Toronto, Bainbridge e Toronto che salvarono un sopravvissuto ciascuno. La fregata portoghese NRP Álvares Cabral e la fregata olandese HNLMS Evertsen furono le prime a recarsi sul luogo. Entrambi i sopravvissuti furono salvati dopo oltre 20 ore in acqua, proprio mentre la task force si stava preparando a chiudere le sue ricerche. Un ufficiale canadese descrisse uno "sfondo spettacolare di lava in eruzione e fiamme sparate" che fu affrontato dalle squadre di ricerca in piccole imbarcazioni.

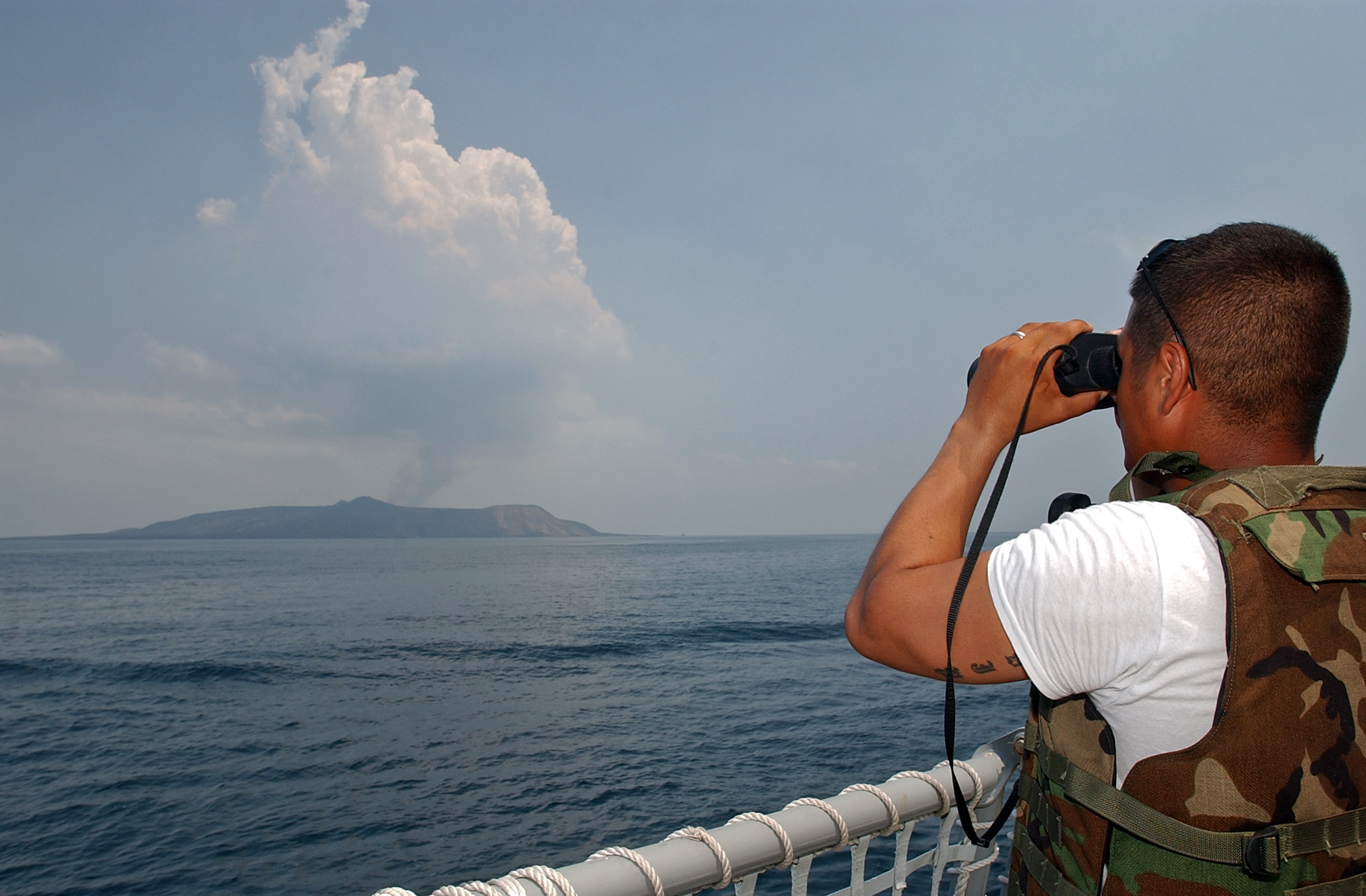
Eruzione, osservata dalla USS Bainbridge

Diversi terremoti minori che vanno da 2 a 3,6 sulla scala di magnitudo del momento furono segnalati vicino all'isola nelle due settimane prima dell'eruzione.
Le eruzioni documentate in precedenza di questo vulcano risalgono al XVIII e XIX secolo, la più recente (prima del 2007) nel 1883 e forse una nel 1332.